# François de Neufville de Villeroy
François de Neufville, duca di Villeroi (Lione, 7 aprile 1644 – Parigi, 18 luglio 1730), è stato un generale francese.

## Biografia
François de Neufville apparteneva ad una famiglia aristocratica: la fortuna del casato avvenne sotto il regno di Carlo IX. Suo padre, Nicolas, marchese di Villeroi, era stato tutore militare del giovane re Luigi XIV, che in seguito elevò il suo titolo al grado di duca. François ebbe così la possibilità di entrare in contatto con il sovrano, di cui divenne amico intimo. La madre era  Madeleine de Blanchefort de Créquy de Lesdiguières, figlia del maresciallo Carlo I de Créquy. Uomo di grande coraggio, Villeroi entrò a far parte dell'esercito e combatté numerose battaglie a fianco dello stesso Re Sole. Nel 1693, pur non avendo sino ad allora ricoperto incarichi di grande prestigio, divenne maresciallo di Francia. Alla morte di Francesco Enrico di Montmorency-Luxembourg, Villeroi divenne comandante in capo dell'esercito delle Fiandre; Guglielmo III lo definì un avversario di scarsa levatura, non paragonabile con il suo predecessore. Fu il responsabile di un pesante bombardamento sulla città di Bruxelles.
Nel 1701 fu inviato in Italia per sostituire alla guida dell'esercito Nicolas de Catinat de La Fauconnerie e, nell'ambito della guerra di successione spagnola, si scontrò con l'esercito austriaco di Eugenio di Savoia a Chiari. Durante la battaglia di Cremona del 1702 fu catturato.
Negli anni seguenti fu inviato nuovamente nei Paesi Bassi, dove si scontrò con il duca di Marlborough; dopo alcuni scontri, il generale inglese sconfisse definitivamente Villeroi nella battaglia di Ramillies. Luigi XIV consolò il suo vecchio amico con parole di conforto, ma lo escluse dalla vita militare: Villeroi visse da cortigiano presso la reggia di Versailles e, pur essendo sospettato di aver complottato contro il re, restò sempre un amico fidato per Luigi XIV.
Dopo la morte del re Sole, durante il periodo di reggenza di Filippo II, divenne tutore designato dal re del nuovo sovrano, il giovane Luigi XV. Rimase suo tutore fino a quando Filippo, con cui era in profondo disaccordo, lo inviò come governatore nella città di Lione. Fu richiamato a Versailles solamente dopo la maggiore età di Luigi XV.